# تریمونتیوم
تریمونتیوم (به انگلیسی: Trimontium) یک محوطه باستانی در بریتانیا است که در اسکاتیش بوردرز واقع شده‌است. این محوطه در زمان رومی‌ها از حدود ۸۰ تا ۲۱۱ میلادی به عنوان کاستروم استفاده می‌شده و بطلمیوس هم در اثر معروفش جغرافیا به آن اشاره کرده‌است. احتمالاً حدود ۱۵۰۰ سرباز و جمعیت کوچکتری از افراد غیرنظامی در این محوطه سکونت داشته‌اند.